# キャプチャー・ザ・フラッグ 月への大冒険!
『キャプチャー・ザ・フラッグ 月への大冒険!』（原題: Atrapa la bandera ）は、 2015年のスペインの3DCGによる3Dアニメ映画。制作はパラマウント・ピクチャーズ。アメリカ合衆国では、2015年8月25日に公開され、スペインでは、同年8月28日に公開された。日本では、劇場未公開だが、2016年7月6日にDVDで発売された。

## ストーリー
貪欲な億万長者であるリチャードカーソンIIIは、月を植民地化したいと考えています。彼は、アポロXI宇宙飛行士の業績の痕跡をすべて消去して、将来のクリーンエネルギーであるヘリウム3を探検することを計画しています。これを防ぐために、米国の大統領は、過去の成果を確実にし、衛星の商業的利用を防ぐために、NASAにできるだけ早く月への新しい旅行を組織するように命じます。新しい宇宙船を作る時間がないため、40年前のロケットが再利用され、その操作方法が誰にもわからないため、過去の宇宙飛行士数人がこの新しい試みを支援するために呼び出されます。わずか12歳の男の子であるマイクゴールドウィングが、ミッションの失敗後に家族を去った祖父フランクの父である現在の宇宙飛行士スコットゴールドウィングと再会するのに理想的なチャンスです。

## キャスト
- マイク・ゴールドウィング:カルメ・カルベル（日本語吹き替え：水野麻里絵）
- エイミー・ゴンザレス:ミシェル・ジェネール（日本語吹き替え：下山田紗華）
- マーティ・ファー:ハビエル・バラス（日本語吹き替え：田野めぐみ）
- フランク・ゴールドウィング:カミロ・ガルシア（日本語吹き替え：下山田紗華）
- リチャード・カーソン:ダニ・ロビラ（日本語吹き替え：神奈延年）
- スコット・ゴールドウィング:トニ・モラ（日本語吹き替え：土田大）
- サマンサ・ゴールドウィング:マルタ・バルバラ（日本語吹き替え：三木美）
- スティーブ・ギグス:フェルナンド・カブレラ（日本語吹き替え：小林親弘）
- ビル・ギャグス:ハビエル・カサン（日本語吹き替え：岡井克升）